# End of the Road (chanson)
 (avril 2019).
Si vous disposez d'ouvrages ou d'articles de référence ou si vous connaissez des sites web de qualité traitant du thème abordé ici, merci de compléter l'article en donnant les références utiles à sa vérifiabilité et en les liant à la section « Notes et références ».
Pour les articles homonymes, voir End of the Road.
End of the Road est une chanson enregistrée par le groupe américain de R&B Boyz II Men pour la bande originale du film Boomerang en 1992. Composée, écrite et produite par Kenneth Babyface Edmonds, L.A. Reid et Daryl Simmons.
Aux États-Unis la chanson est restée 13 semaines numéro 1 du Billboard Hot 100 en battant le record précédent de 11 semaines de Elvis Presley avec Hound Dog et Don't Be Cruel (face A et B). Mais ce record est battu la même année par Whitney Houston avec I Will Always Love You qui reste 14 semaines numéro 1. End of the Road atteint la première place du hit-parade dans de nombreux autres pays.
Grâce au succès de la chanson, le premier album des Boyz II Men, Cooleyhighharmony, est réédité en 1992 et 1993 pour intégrer la chanson.
Au Grammy Awards de 1993, End of the Road est nommée dans deux catégories et les remporte : Grammy Award de la meilleure prestation R&B par un duo ou un groupe avec chant et Grammy Award de la meilleure chanson R&B.
End of the Road est certifiée platine par la RIAA avec plus d'un million de singles vendus.

## Reprises
End of the Road a été reprise par de nombreux artistes dont Me First and the Gimme Gimmes, Gladys Knight, Backstreet Boys, Paul Jackson Jr., JLS, Amos Lee, Marcela Morelo en espagnol et Frankie Paul dans une version reggae.

## Classements par pays et certifications
| Pays                                       | Position | Certification |
| ------------------------------------------ | -------- | ------------- |
| Australie                                  | 1        |               |
| Autriche                                   | 19       |               |
| Belgique                                   | 3        |               |
| Canada                                     | 3        |               |
| Danemark                                   | 1        |               |
| Europe                                     | 1        |               |
| France                                     | 7        |               |
| Irlande                                    | 1        |               |
| Norvège                                    | 3        |               |
| Nouvelle-Zélande                           | 1        |               |
| Royaume-Uni                                | 1        | Or            |
| Suède                                      | 2        |               |
| Suisse                                     | 7        |               |
| États-Unis Billboard Hot 100               | 1        | Platine       |
| États-Unis Billboard Hot R&B/Hip-Hop Songs | 1        |               |